# Carmelo Agnetta
Carmelo Agnetta (né à Caserte le 22 août 1823, mort à Massa le 4 avril 1889 est un patriote et un fonctionnaire préfectoral italien.

## Biographie
Carmelo Agnetta est le fils de Giuseppe, officier de carrière, et de Marianna Petronilla Gerardi. Il fait ses études à Palerme. Il perd son père en bas âge et est élevé en partie avec ses deux frères et sa sœur par son oncle Natonio Agnetta, avocat et patriote.
Carmelo participe à l'insurrection de Messine, le 1er septembre 1847 puis celle de 1845 occupant une fonction militaire et civile dans le gouvernement provisoire. Il est envoyé en mission à Paris et à Londres où il fait la connaissance de Louis-Napoléon.
En 1849, il quitte la Sicile et rencontre Francesco Crispi. En 1850, il est de nouveau à Paris car il est interdit de séjour en Sicile. Il participe à la deuxième guerre d'indépendance italienne et à l'expédition des Mille s'embarquant dans la nuit du 25 mai 1860 à Gênes pour Marsala avec 60 compagnons et 100 000 cartouches. Il rejoint Marsala où Nino Bixio le provoque entraînant une rivalité durable qui se termine par un duel au cours duquel Bixio est blessé à la main. Agnetta connait une promotion rapide devenant tour à tour, capitaine, aide major, major.
En 1861, Agnetta quitte l'armée et entre, en 1862, dans la carrière préfectorale comme conseiller de 3e classe après de la préfecture de Palerme. Il reste en fonction pendant vingt-sept ans dans cette administration, il est affecté dans de nombreuses provinces d'Italie. Sa carrière est entravée par sa personnalité violente qui lui vaut d'être rétrogradé à plusieurs reprises.
Il épouse une Française Emilie Sauvet, veuve Thouvenel.
Agnetta meurt le 4 avril 1889 à Massa d'asthme.